# Pom Pom meséi
A Pom Pom meséi 1980-tól 1984-ig vetített magyar televíziós rajzfilmsorozat, amelyet Dargay Attila rendezett és Sajdik Ferenc rajzolt. A sorozat két főszereplője Pom Pom és Picur. A sorozat két évadból állt: az első 1978-ban (14 epizód), a második 1981-ben (12 epizód) készült el.
Hogy kicsoda Pom Pom? Hogy nem ismertek? Hohó! Igazán senki sem ismer, mert hol ilyen vagyok, hol olyan. Bámulatosan tudom változtatni az alakomat: ha akarom, olyan vagyok, mint egy szőrpamacs, vagy paróka, vagy egyujjas kifordított bundakesztyű, vagy szobafestőpemzli, vagy papucs orrán pamutbojt. Most leginkább szőrsapkához hasonlítok, ahogy ülök az ágon, egy szép hosszú ágon, föl-he-he-he, le-he-he-he, mivel egy szellő hintáztatja az ágat...

## Rövid tartalom
Picur, a szőke kislány reggelente lassan megy az iskolába és mindig találkozik barátjával, Pom Pommal, és amit éppen Picur csinál, vagy ami történik velük, azzal kapcsolatban mesél el Pom Pom egy-egy érdekes történetet - amikor Picur elesik a tintásüveggel, Pom Pom a bátor Tintanyúlról mesél, vagy amikor kirándulni mennek, és leereszt a bicikligumi, akkor az Óriástüdejű Levegőfújóról mesél. Előfordul, hogy Picur nem iskolába megy, hanem otthon van, vagy valami mást csinál, és ott mesél Pom Pom. Például amikor a Mikulást várják, akkor arról mesél Pom Pom, amikor Gombóc Artúr volt a Télapó, vagy amikor Picur vendégségbe megy, akkor Pom Pom meséje az Önműködő Vasalóról szól.
A sorozat különlegessége a Sajdik Ferenc rajzaira jellemző szürreális, már-már pszichedelikus képi világ, és a történetek véletlenszerűsége, álomszerű logikát követő jellege.

## Szereplők

### Főszereplők
Pom Pom
Pom Pom egy különleges lény, akiről nem tudni, hogy micsoda. Lehet "paróka, szobafestő pemzli, egyujjas kifordított bundakesztyű vagy papucs orrán pamutbojt." Picur jó barátja, meséit általában akkor adja elő neki, amikor a kislány iskolába megy.
Picur
Iskolás kislány, akit Pom Pom rendszerint elkísér az iskolába, és az út során különféle történetekkel szórakoztat.
Gombóc Artúr
Gombóc Artúr a Szegény Gombóc Artúr című epizódban tűnik fel először, de több történetben is szerepel. Artúr egy dagadt madár, kövérségének oka, hogy mindennél jobban szereti a csokoládét. Ő maga így vall erről:
"Milyen csokoládét szeretek? A kerek csokoládét, a szögletes csokoládét, a hosszú csokoládét, a rövid csokoládét, a gömbölyű csokoládét, a lapos csokoládét, a tömör csokoládét, a lyukas csokoládét, a csomagolt csokoládét, a meztelen csokoládét, az egész csokoládét, a megkezdett csokoládét, az édes csokoládét, a keserű csokoládét, a csöves csokoládét, a mogyorós csokoládét, a tejcsokoládét, a likőrös csokoládét, a tavalyi csokoládét, az idei csokoládét, és minden olyan csokoládét, amit csak készítenek a világon."
Gombóc Artúr hamar népszerű figura lett a történeteken kívül is. 2008-ban az I. Szerencsi Csokoládéfesztivál attrakciója volt a 239 kilogrammos, csokoládéból készült Gombóc Artúr szobor, amely Guinness-világrekordot is döntött.

### Epizódszereplők
Radírpók, Madárvédő Golyókapkodó, Festéktüsszentő Hapci Benő, Órarugó Gerincű Felpattanó, a Bátor Tintanyúl, a Civakodó Cipőikrek, az Ásító Sárkány, Óriástüdejű Levegőfújó, Lesbőltámadó Ruhaszárítókötél, a Benzinszívó Szúnyog, a Huhogó Dugó, Ragasztó Rezső, Hó Kornél, Torzonborz Kalapevő, a Szomorú Szamovár, Mágneskörmű Szögkihúzó

## Mese- és hangoskönyvekben
1979-től 1988-ig megjelentek még könyvek a "Pom Pom meséi" könyvsorozatcímmel, amiket Csukás István írt, és Sajdik Ferenc rajzolt. 1999-ben az addig megjelent 11 mesekönyvből átdolgozott könyvet adtak ki "Pom Pom összes meséi" címmel, 2005-ben már a "Pom Pom újabb meséi" című könyvben további 15 történetet írt a szerző a rajzfilmsorozat forgatókönyve alapján. A hangoskönyvek viszont 2003-ban és 2008-ban jelentek meg.

### Könyvek
- Szegény Gombóc Artúr (meseregény, 1979)
- A Radírpók (gyermekregény, 1979)
- Festéktüsszentő Hapci Benő (meseregény, 1980)
- A bátor Tintanyúl (meseregény, 1981)
- Madárvédő Golyókapkodó (meseregény, 1982)
- A civakodó cipőikrek (meseregény, 1983)
- Az ásító szörnyeteg (meseregény, 1984), ISBN 963-11-3701-5
- Pom Pom főz (szakácskönyv gyerekeknek, 1985), ISBN 963-016-61-19
- Óriástüdejű levegőfújó (meseregény, 1985)
- Pom Pom meghív uzsonnára (szakácskönyv gyerekeknek, 1986), ISBN 963-017-021-3
- Lesbőltámadó Ruhaszárítókötél (meseregény, 1987)
- Órarugógerincű Felpattanó (meseregény, 1987)
- A magányos szamovár (meseregény, 1988)
- Pom Pom összes meséi (meseregény, 1999)
- Pom Pom újabb meséi (meseregény, 2005)
- Pom Pom ajándéka,  ISBN 963-590-295-6

### Hangoskönyvek
- 2003 Csukás István: Mirr-Murr kalandjai - Pom Pom meséi

Előadja: Rudolf Péter - hangoskönyv CD
- 2008 Csukás István: Pom Pom újabb meséi

Előadja: Pogány Judit - hangoskönyv CD

## Gyártás
A sorozat két szériából készült. Az első évad 1978-ban, a második évad pedig 1981-ben készült el a Magyar Televízió megrendelésére.
- Rendezte: Dargay Attila
- Írta: Csukás István
- Dramaturg: Bálint Ágnes
- Zeneszerző: Pethő Zsolt
- Operatőr: Bacsó Zoltán
- Hangmérnök: Bársony Péter
- Vágó: Hap Magda
- Tervezte: Sajdik Ferenc
- Háttér: N. Csathó Gizella, Szálas Gabriella
- Animátor: Bakai Piroska, Foky Emmi, Füzesi Zsuzsa
- Rajzolták: Bajnóczky Andrásné, Bakai Piroska, Balogh János, Dékány Ferenc, Foky Emmi, Fülöp Márta, Füzesi Zsuzsa, Gyarmathy Ildikó, Kovács Magda, Radvány Zsuzsa, Sostarics Yvette, Szabados Mária, Zákányi Balázsné
- Színes technika: György Erzsébet, Kun Irén
- Gyártásvezető: Bende Zsófi
- Produkciós vezető: Budai György, Imre István

Készítette a Magyar Televízió megbízásából a Pannónia Filmstúdió

## Szereplők
- Pom Pom: Petrik József
- Picur: Kútvölgyi Erzsébet (1. évadban 6 részében), Kovács Klára (1. évad 8 részében / 2. évadban)
- Gombóc Artúr: Körmendi János (1. évadban), Csákányi László (2. évadban)
- Radírpók; Órarugógerincű Felpattanó; Durrbelebumm: Gálvölgyi János
- Madárvédő golyókapkodó: Horkai János
- Festéktüsszentő Hapci Benő; Tűzoltóparancsnok: Miklósy György
- Jég Kornél; Bátor Tintanyúl: Márton András
- Vastalpú cölöpverő; Torzonborz kalapevő: Farkas Antal
- Ásító Sárkány: Raksányi Gellért
- Madár kereskedő: Harkányi Endre
- Zebra: Versényi László
- Rózsaszín madár; Bal cipő; Szamovár: Bakó Márta
- Tehén Aranka: Győri Ilona
- Tehén Malvinka: Hacser Józsa
- Hugó Dugó: Horváth Gyula
- Óriásmadár fióka: Vajda László
- Mindentragasztó Rezső: Bajka Pál
- Körbevágó körömolló: Perlaki István

További szereplők: Bajka Pál, Czigány Judit, Farkas Antal, Gálvölgyi János, Horkai János, Komlós András, Márton András, Miklósy György, Raksányi Gellért, Tyll Attila

## Epizódok
| 1. évad (1978) | 2. évad (1981) |
| --- | --- |
| 1. Szegény Gombóc Artúr 2. A radírpók 3. A (madárvédő) golyókapkodó 4. Órarugógerincű felpattanó 5. Festéktüsszentő Hapci Benő 6. Hó Kornél 7. A civakodó cipőikrek 8. A szomorú szamovár 9. Durrbele Bumm 10. Gombóc Artúr a télapó 11. A vastalpú cölöpverő 12. Az ásító sárkány 13. A bátor tintanyúl 14. Az egylábú esernyőmadár | 1. A mágneskörmű szögkihúzó 2. A zengőtorkú nyivákoló 3. A huhogó dugó 4. A csipogó húsvéti tojás 5. A benzinszívó szúnyog 6. Lesből támadó szárítókötél 7. Torzonborz kalapevő 8. Óriástüdejű levegőfújó 9. Mindent ragasztó Rezső 10. Önműködő vasaló 11. A körbevágó körömolló 12. A zengő-bongó fésű |

A rajzfilmsorozatot 2001 és 2002 között DVD-n is a Tower Video gondozásában, majd digitálisan felújított változatát 2014-ben a MaNDA forgalmazásában kiadták.

## VHS kiadás
A mesesorozat mindkét évadát tartalmazó VHS 1994-ben jelent meg a Televideo gondozásában. A Fümoto Bt. forgalmazásában 1999-től 2000-ig jelent meg négy VHS-en.

### Fümoto
| Pom Pom meséi 1. | Pom Pom meséi 2. | Pom Pom meséi 3. | Pom Pom meséi 4. |
| --- | --- | --- | --- |
| - A Radírpók - A (madárvédő) golyókapkodó - Szegény Gombóc Artúr - Hó Kornél - Festéktüsszentő Hapci Benő - Órarugógerincű felpattanó | - A civakodó cipőikrek - A szomorú Szamovár - Durrbele Bumm - Gombóc Artúr a Télapó - A vastalpú cölöpverő - A bátor tintanyúl - Az ásító sárkány | - Az egylábú esernyőmadár - A mágneskörmű szögkihúzó - A zengőtorkú nyivákoló - A huhogó dugó - A csipogó húsvéti tojás - A benzinszívó szúnyog - Lesből támadó szárítókötél | - Torzonborz kalapevő - Óriástüdejű levegőfújó - Mindent ragasztó Rezső - Önműködő vasaló - A körbevágó körömolló - A zengő-bongó fésű |

## DVD kiadás
A mesesorozat első évadát tartalmazó DVD 2001. augusztus 30-án jelent meg a Tower videó gondozásában. A mintegy 100 perces kiadvány eredeti archív forrásanyag felhasználásával készült. A második évad 11 epizódját ugyancsak a Tower videó jelentette meg Pom Pom meséi 2. címmel. A második évadot tartalmazó DVD 2002-ben került forgalomba, és az első DVD-hez hasonlóan eredeti archív forrásanyagok felhasználásával készült.

### Pom Pom meséi
Jellemzők:
- Forgalmazó: Tower/Select '86
- Hang: magyar (Surround)
- Kép:  1,33:1 (4:3)
- Régiókód:  2
- Hossza: 100 perc
- Extrák: Interaktív menük, Epizódválasztás

| Epizódlista |  |
| --- |  |
| 1. A golyókapkodó 2. Szegény Gombóc Artúr 3. Festéktüsszentő Hapci Benő 4. Hó Kornél 5. A civakodó cipőikrek 6. A szomorú szamovár 7. Durrbele bumm 8. Gombóc Artúr a télapó 9. A vastalpú cölöpverő 10. Az ásító sárkány 11. A huhogó dugó 12. A csipogó húsvéti tojás |  |

### Pom Pom meséi 2.
Jellemzők:
- Forgalmazó: Tower/Select '86
- Hang:  magyar (Surround)
- Kép:  1,33:1 (4:3)
- Régiókód:  2
- Hossza: 100 perc
- Extrák: Interaktív menük, Epizódválasztás

| Epizódlista |  |
| --- |  |
| 1. A benzinszívó szúnyog 2. A körbevágó körömolló 3. A lesből támadó szárítókötél 4. A mágneskörmű szögkihúzó 5. A torzonborz kalapevő 6. Az egylábú esernyőmadár 7. A zengőtorkú nyivákoló 8. Az óriástüdejű levegőfújó 9. Mindent ragasztó Rezső 10. Önműködő vasaló 11. Zengő-bongó fésű 12. A bátor tintanyúl |  |

### Pom Pom meséi 1. (MaNDA kiadás)
Jellemzők:
- Forgalmazó: MaNDA
- Hang:  magyar (Surround)
- Kép:  1,33:1 (4:3)
- Régiókód:  2
- Hossza: 107 perc
- Extrák: Pom Pom meséi 2. előzetes

| Epizódlista |  |
| --- |  |
| 1. Szegény Gombóc Atrúr 2. A Radírpók 3. A golyókapkodó 4. Órarugógerincű felpattanó 5. Gombóc Artúr a Télapó 6. A vastalpú cölöpverő 7. Festéktüsszentő Hapci Benő 8. Az ásító sárkány 9. Durrbele Bumm 10. A civakodó cipőikrek 11. Hó Kornél 12. A szomorú Szamovár 13. A bátor tintanyúl |  |

### Pom Pom meséi 2. (MaNDA kiadás)
Jellemzők:
- Forgalmazó: MaNDA
- Hang:  magyar (Surround)
- Kép:  1,33:1 (4:3)
- Régiókód:  2
- Hossza: 108 perc
- Extrák: Interaktív menük, Epizódválasztás

| Epizódlista |  |
| --- |  |
| 1. Az egylábú esernyőmadár 2. A csipogó húsvéti tojás 3. Lesből támadó szárítókötél 4. Torzonborz kalapevő 5. A zengőtorkú nyivákoló 6. A benzinszívó szúnyog 7. A mágneskörmű szögkihúzó 8. Óriástüdejű levegőfújó 9. A huhogó dugó 10. Mindent ragasztó Rezső 11. Önműködő vasaló 12. A körbevágó körömolló 13. A zengő-bongó fésű |  |

## Hangjáték
Csukás István: Pom Pom meséi című 1999-es kötete alapján készült 11 részes és 13 perces hangjátéksorozat is, amelyet 2021. április 6-tól – április 16-ig mutatták be a Kossuth Rádióban.

### Epizódok
| #   | Epizódcím                     | Bemutató (Kossuth Rádió) |
| --- | ----------------------------- | ------------------------ |
|     |                               |                          |
| 01. | Szegény Gombóc Artúr          | 2021. április 6.         |
|     |                               |                          |
| 02. | Radírpók                      | 2021. április 7.         |
|     |                               |                          |
| 03. | Festéktüsszentő Hapci Benő    | 2021. április 8.         |
|     |                               |                          |
| 04. | Bátor Tintanyúl               | 2021. április 9.         |
|     |                               |                          |
| 05. | Madárvédő Golyókapkodó        | 2021. április 10.        |
|     |                               |                          |
| 06. | Civakodó cipőikrek            | 2021. április 11.        |
|     |                               |                          |
| 07. | Ásító szörnyeteg              | 2021. április 12.        |
|     |                               |                          |
| 08. | Óriástüdejű Levegőfújó        | 2021. április 13.        |
|     |                               |                          |
| 09. | Lesbőltámadó Ruhaszárítókötél | 2021. április 14.        |
|     |                               |                          |
| 10. | Órarugógerincű Felpattanó     | 2021. április 15.        |
|     |                               |                          |
| 11. | Magányos Szamovár             | 2021. április 16.        |
|     |                               |                          |

### Szereposztás
- Mesélő: Sztarenki Pál
- Pom Pom: Csankó Zoltán
- Picúr: Bozó Andrea
- Gombóc Artúr, Ásító szörnyeteg, Magányos Szamovár: Schneider Zoltán
- Radírpók, Bal cipő, Lesbőltámadó Ruhaszárítókötél: Ember Márk
- Festéktüsszentő Hapci Benő, Madárvédő Golyókapkodó, Óriástüdejű Levegőfújó, Órarugógerincű Felpattanó: Bezerédi Zoltán
- Bátor Tintanyúl, Jobb cipő: Mentes Júlia
- Közreműködők: Bezerédi Zoltán, Ember Márk, Mentes Júlia, Schneider Zoltán

### Alkotók
- Szerző: Csukás István
- Szerkesztette és rendezte: Csizmadia Tibor
- Hangmérnök: Dióssy Ákos
- Zenei szerkesztő: Hortobágyi László

Készítette az MTVA, 2021-ben.

## Érdekességek
- 1976-tól kezdődően hagyományosan Kőszegen rendezték meg a Televíziós Gyermekműsorok és Gyermekfilmek Szemléjét, melynek lényege az volt, hogy a gyermek és ifjúsági kultúra területén dolgozók megbeszéljék, javaslataikkal segítsék egymás munkáját. Az 1979. május 21-26. között tartott III. Szemlén a Pom Pom meséi is terítékre került a megvitatott munkák között.[9]
- A könyvváltozatban a kislányt Bogyónak hívták. A rajzfilmben Sajdik Ferenc egyik rokonának beceneve után lett Picur.[10]
- A Pom Pom meséinek 1. és 2. szériája Bálint Ágnes az MTV-ben szerkesztő-dramaturgként végzett munkáinak egyike.
- A Szegény Gombóc Artúr, és a Radírpók című epizód diafilm formájában is megjelent.[11]
- A népszerű mesesorozat Gombóc Artúrjáról és Pom Pomjáról plüssfigura is készült.[12][13]
- A részek többségében, amikor Picur és Pom Pom az iskolához érnek, Pom Pom azt kérdezi Picurtól: „Picur, megvárhatlak?”.
- A budapesti Naphegy téren 2014 őszén adták át azt a játszóteret, melynek játékai a mesefigurákat formázzák.[14]
- 2016 szeptemberében Pom Pom szobrot kapott Kisújszálláson. A Pintér Attila és Rajcsők Attila alkotta rozsdamentes krómacélból készült figura egy négy és fél méteres acéllemezekből készült fán ül.[15]